# Mycalesis oculus
Mycalesis oculus is een dagvlinder uit de subfamilie Satyrinae, de zandoogjes en erebia's.
De vlinder komt voor in het Indische subcontinent.